# David Moore
David Moore (Dundee, 1808 - Paddington, 1879) fue un botánico, horticultor, pteridólogo, briólogo británico de origen escocés. Durante muchos años fue profesor de Botánica en el Trinity College, de Dublín. Obtuvo su PhD, en Zúrich, en 1863
Era hijo de Charles Muir y de Helen Rattray. Su hermano era el botánico Charles Moore (1820-1905), director del Jardín botánico de Glasnevin, Dublín. David Moore estudió en Dundee y en Dublín. La familia Muir se instaló en Irlanda hacia 1838, cambiando su patrónimo a Moore.

## Algunas publicaciones

### Libros
- 1837. Botany. 91 pp. Reeditó WCB/McGraw-Hill, 1998, Randy Moore, Darrell S. Vodopich, 919 pp. ISBN 0071154043
- 1866. Contributions towards a Cybele Hibernica, Being Outlines of the Geographical Distribution of Plants in Ireland: By David Moore and Alexander Goodman More. Ed. Hodges, Smith & Co. 402 pp. En línea
- 1873. The mosses of Ireland: Synopsis of all the mosses known to inhabit Ireland up to the present time. Ed. University Press. 146 pp.
- 1885. Guide to the royal botanic gardens, Glasnevin. 59 pp. Reeditó en 2010 Kessinger Publ. 64 pp. ISBN 1161876642

## Fuente
- Australian Dictionary of Biography

- La abreviatura «Moore» se emplea para indicar a David Moore como autoridad en la descripción y clasificación científica de los vegetales.[2]